# آنا اوستیوخینا
آنا اوستیوخینا (انگلیسی: Anna Ustyukhina؛ زادهٔ ۱۸ مارس ۱۹۸۹) ورزشکار واترپلو اهل روسیه است.
وی در مسابقات کشوری و بین‌المللی در مجموع برندهٔ ۱ مدال برنز شده‌است.